# Thaleria orientalis
Espèce
Thaleria orientalis est une espèce d'araignées aranéomorphes de la famille des Linyphiidae.

## Distribution
Cette espèce est endémique de Russie.

## Description
Le mâle holotype mesure 2,13 mm et la femelle paratype 2,30 mm.

## Publication originale
- Tanasevitch, 1984 : New and little known spiders of the family Linyphiidae (Aranei) from the Bolshezemelskaya tundra. Zoologicheskii Zhurnal, vol. 63, p. 382-391.